# Распад Југославије
Распад Социјалистичке Федеративне Републике Југославије настао је као резултат низа политичких немира и сукоба током почетка деведесетих година 20. века. Након смрти Јосипа Броза Тита и распада Савеза комуниста Југославије на републичке савезе,  дошло је до периода политичких криза осамдесетих година, и до појачавања сукоба око нерешених питања који су прерасли у међуетничке оружане сукобе од 1991. и довели до распада Социјалистичке Федеративне Републике Југославије (СФРЈ) 1992. године и формирања нових држава од шест социјалистичких република. Ратни сукоби су били мањи у СР Словенији средином 1991, а у СР Хрватској (1991—1995) и СР Босни и Херцеговини (1992—1995) прерасли су у грађанске ратове са десетинама хиљада мртвих. Грађански рат на АП Косову и Метохији 1998—1999. може се посматрати као наставак грађанских ратова у СФР Југославији и њеног насилног распада који је почео средином 1991.
Након савезничке победе у Другом светском рату, ДФ Југославија је формирана као федерација шест република: Словенија, Хрватска, Босна и Херцеговина, Србија, Црна Гора и Македонија. Поред република, на подручју Србије су формиране двије аутономне покрајине: Војводина и Косово. Свака од република је имала свој огранак Комунистичке партије Југославије и владајућу комунистичку елиту, као и тензије које су решаване на савезном нивоу. Југословенски модел организације државе, као и „средњи пут” између планске и либералне економије, имао је релативан успех, а земља је прошла кроз период снажног економског раста и релативне политичке стабилности до осамдесетих година, под чврстом владавином доживотног предсједника Јосипа Броза Тита. Након његове смрти 1980, ослабљени систем савезне владе и партије није био у могућности да се носи са растућим економским и политичким разлозима.
Осамдесетих година, побуњени Албанци на Косову су тражили да Социјалистичка Аутономна Покрајина Косово добије статус конститутивне републике са правом самоопредељења до отцепљења, почевши са немирима 1981. године. Етничке тензије између побуњених косовских Албанаца и Срба трајале су током читаве деценије, што је довело до раста противљења политичких вођа Савеза комуниста Србије високој аутономији покрајина и неефикасном систему консензуса на федералном нивоу, који су виђени као препреке остваривању интереса Срба и Југословена да живе у јединственој држави. У таквим околностима као политички вођа у СР Србији појавио се Слободан Милошевић 1987. године. Милошевић на челу Савез комуниста Србије је са присталицама републичког јединства у Србији преузео контролу у аутономним покрајинама Косово и Војводина, а Милошевићеви партијски истомишљеници Савеза комуниста Црне Горе узели власт и у СР Црној Гори 1989. године. Јачање Милошевића у Србији и присталица јаке средишње власти у Југославији у СР Црној Гори, изазвало је снажно противљење политичких вођа у СР Словенији и СР Хрватској, који су се залагали за демократизацију, али и разградњу Југославије у времену промена Револуцијама 1989. у средњој и источној Европи.
Савез комуниста Југославије се распао у јануару 1990. по федералним линијама, а током 1990, комунисти у неким републикама губе прве вишестраначке изборе одржане у земљи од сепаратистичких партија, осим у Србији и Црној Гори, где изборе добија Милошевић и његови савезници. Једна република за другом су 1991. проглашавале независност, али статус српске мањине изван Србије и Црне Горе остаје нерешен. Након низа међуетничких инцидената, уследили су ратни сукоби, прво у Словенији, па у Хрватској и затим у Босни и Херцеговини; ратови су оставили дугорочну економску и политичку штету у региону.

## Позадина
Од стварања ДФ Југославије 1945. године на власти у њој је била Комунистичка партија Југославије (касније Савез комуниста Југославије) на челу са Јосипом Брозом Титом. Он је прво био председник владе од 1945. до 1953, а 1953. изабран је за првог председника Југославије. Током владавине Тита, спровођена је политика сузбијања јавног испољавања национализма код Срба, Хрвата, Словенаца, Муслимана и Албанаца. Међутим, и поред тога, биле су видљиве појаве национализма поготово, а то се нарочито показало у Хрватској 1971. у тзв. Маспоку.
Паралелно са тим, у врху државног и партијског руководства, одвијале су се борбе између централиста — предвођених Александром Ранковићем и федералиста — предвођених Едвардом Кардељом. У тој политичкој борби Тито је подржао Кардеља и она је завршена „Брионским пленумом” ЦК СКЈ, који је одржан у јуну и јулу 1966. године. Тада је Ранковић оптужен да је допустио тајно прислушкивање Тита и смењен. С њим су смењене и бројне присталице јаке средишње власти у СКЈ. Од тада почиње јача федерализација земље која је врхунац достигла доношењем савезног Устава 1974. године. Тај Устав је дао широка овлашћења свим републикама, али и покрајинама унутар Србије — Војводини и Косову.
Српско републичко руководство било је незадовољно оваквим решењем, али није имало смелости да се супротстави Титу и присталицама федерализације. Истовремено од краја 1970-их, Југославија је, после привредног напретка који је уследио ангажовањем међународних кредита ММФ, као и повећање животног стандарда, након истека грејс периода почела да улази у економску кризу која је појачала политичка сукобљавања и која се током следеће деценије продубила.

## Политичка дешавања после 1980.
После смрти Јосипа Броза Тита, маја 1980, Председништво СФРЈ, као врховни орган руковођења, ни изблиза није имало Титову снагу одржавања јединства и способности да земљу извуче из кризе. Осим економских тешкоћа јачали су национализми и републички сепаратизми који су водили у непомирљиве поделе. Побуњени косовски Албанци почели су отвореније износити захтеве о прерастању Косова у седму југословенску републику. Марта и априла 1981, дошло је до великих немира на Косову, који су применом силе, сузбиле југословенске војне и полицијске снаге. Међутим, напади Албанаца на Србе у јужној српској покрајини су настављени.
После 1981, 103.000 Срба и Црногораца напушта Косово, углавном због притисака албанских власти и екстремиста.

### Долазак Милошевића на власт
Насилно протеривање и шиканирање Срба са Космета доводило је до све чешћих протеста Срба из те покрајине. Српско републичко руководство, које је средином 1980-их предводио Иван Стамболић, покушавало је да покаже да је проблем Косова проблем целе Југославије. Зато је Србија настојала да постепено дође до уставних промена, које би аутономним покрајинама смањиле високи степен аутономије које су тада уживале. С друге стране, тензије на Косову су се појачавале (паралелно са економским тензијама унутар целе Југославије), па је и сам Стамболић у априлу 1986. посетио Косово Поље где је покушао да смири ситуацију. Међутим, његова посета није допринела смиривању ситуације. Ненасилне и насилне побуне Срба против покрајинског руководства у наредном периоду су се све чешће низале.
Председник Председништва Централног комитета Савеза комуниста Србије Слободан Милошевић 24. априла 1987, заједно са покрајинским партијским функционером Аземом Власијем, посетио је Косово Поље, где се састао са тамошњим Србима који су се жалили на терор Албанаца. Приликом те Милошевићеве посете, дошло је до сукоба народа и милиције, а Милошевић је јавно стао на страну косовских Срба, изговоривши реченицу „Нико не сме да вас бије!”. Око процене шта је требало учинити настао је раздор и у српском републичком руководству.
Убиство војника ЈНА у касарни у Параћину 3. септембра 1987, које је починио Албанац Азиз Кељменди, само је погоршало стање. У српским медијима почела је кампања и тврдило се да је то злочин Албанца уперен против Југославије. Зато је у Србији каменовано више радњи у власништву Албанаца. На седници Градског комитета Савеза комуниста Београда, тадашњи лидер београдских комуниста, Драгиша Павловић, критиковао је националистичке појаве и осудио националистичку политику коју је спроводио ЦК СК Србије.
Милошевић се окренуо против свог ментора и кума, тадашњег председника Председништва СР Србије Ивана Стамболића. Осма седница ЦК СК Србије одржана је 23. септембра 1987, на којој Милошевић уклања са челних позиција СКС Павловића и друге Стамболићеве најближе сараднике, а три месеца касније и сам Стамболић разрешен је дужности. Отада почиње да се мења политика српских комуниста према Косову, Војводини, али и према другим републикама. Отпочело је доба организованих митинга, који су имали за циљ обарање „непослушних” номенклатура у власти.
Најпре је, преко демонстрација у октобру 1988, смењено покрајинско руководство у Војводини. Убрзо потом, такође вршењем притисака помоћу демонстрација, смењена је власт у Црној Гори (11. јануар 1989). На Косову је 20. фебруара 1989. отпочео штрајк рудара у руднику Стари Трг, у околини Приштине. Рудари су захтевали обуставу најављених уставних и политичких промена, као и најављену смену покрајинских руководиоца.
Милошевић је од југословенског руководстава затражио увођење ванредног стања. Испред Савезне скупштине окупили су се косовски Срби. Водећи словеначки политичар Милан Кучан напустио је 27. фебруара састанак и исте вечери на скупу у Цанкарјевом дому је изјавио да се у Старом Тргу „брани авнојевска Југославија”. Ова изјава је у Србији наишла на негативну реакцију и исто то вече, група студената београдског Универзитета, кренула је према савезном парламенту, а ускоро се тој колони прикључио већи број грађана. Следећег дана, 28. фебруара, радници су добили слободан дан и око 300.000 људи, по процени ТВ Београд, протестовало испред Савезне скупштине у Београду. Говорници су се смењивали, али нико није могао да умири масу, која је захтевала да јој се обрати председник Председништва СР Србије Слободан Милошевић, који је то и учинио. На скандирање масе која је захтевала хапшење косовског функционера Азема Власија, Милошевић је одговорио да ће испунити то обећање.
Врло брзо након Власијевог хапшења и смене те постављања нове покрајинске власти, Председништво СФРЈ увело је ванредно стање на Косову, 3. марта. Акцијом снага српске полиције у рудницима угушена је побуна албанских рудара.
Скупштина СР Србије 28. марта 1989. укида високи степен аутономије до тада САП Војводини и САП Косову и враћа их у државно-правни оквир СР Србије.

### Стање 1989.
Услови за распад СФРЈ створени су 1989. године. Крај блоковске поделе и рушење Берлинског зида крајем 1989. истовремено је и почетак демократизације земаља источне Европе, али и почетак нове спољне политике САД и Запада према источној Европи и према СФРЈ. Крај источног комунистичког политичког система није, међутим, представљао и крај истог политичког система у СФРЈ. Новонастале светске политичке прилике су из основа измениле однос снага у светској политици и однос снага унутар СФРЈ и истовремено довеле у питање опстанак комунистичког политичког система СФРЈ. Амерички и западни политичари су захтевали промену комунистичког политичког система СФРЈ и прелазак на демократију. Нестанак источног политичког система и захтеви за промене и у СФРЈ и жеља појединих комунистичких лидера да га задрже, довели су, у питање и опстанак СФРЈ као целине. Питање реформе политичког и економског система СФРЈ, које је покренуо Едвард Кардељ током 70-их, и спољна политика су два фактора која су највише утицала на распад.
Од 1989. године нагло се погоршавају односи између Србије и осталих југословенских република, нарочито са СР Словенијом. Након упада у савезни монетарни систем СФРЈ од стране СР Србије и одржаног митинга поводом прославе 600 година од Косовске битке, у јуну 1989, почињу међусобне оптужбе Београда и Љубљане. Прво је у септембру Словенија прогласила амандмане на свој Устав, проглашавајући приоритет републичког законодавства над савезним и формирање сопственог монетарног система, а потом је 1. децембра словеначка полиција забранила одржавање митинга групи Срба у центру Љубљане који су се успротивили оваквим променама. Хрватско руководство је помогло словеначком тако што је забранило пролазак кроз своју територију Србима са Косова који су желели да присуствују митингу. Руководство СР Србије на то је одговорило увођењем економских санкција против СР Словеније.
Питање политичког система СФРЈ после 1989. постало је предмет посебног интересовања САД и Запада.
Српски и црногорски комунисти нису желели промену политичког система. Милошевић је још увек „тражио” начин да унапреди социјалистички политички систем и изјављивао: „Ми ћемо ући у ту Европу, али наравно као равноправни чланови и наравно, то се само по себи подразумева, на наш југословенски и социјалистички начин”. Према овоме српска власт је за будућност предвиђала Југославију као федералну државу као до тада на челу са Савезом комуниста Југославије.
Мирјана Марковић, Слободанова супруга, изјавила је „Да ли ћемо живети у социјалистичком или у неком другом друштву нећемо одлучивати о томе кроз дискусију и гласањем. Југославија (СФРЈ) до социјализма није ни дошла дискусијом, па га кроз дискусију неће ни изгубити”, представљала је слику о политичкој клими која је била доминантна у српској власти.
Словеначки политичари су се залагали за конфедералну Југославију, са могућношћу да свака република има право самоопредељења да ли ће остати у Југославији или не.

## Нестанак СКЈ и раст национализма 1990.
Да би се питање виђења будућности Југославије решило, српски руководиоци су захтевали одржавање 14. ванредног конгреса СКЈ. Он је одржан од 20. јануара до 22. јануара 1990. у Београду. У то време Југославија је још била једнопартијска држава. Српски комунисти су 1989. одбијали сваки разговор о променама социјалистичког политичког система. На конгресу су сви српски предлози прихватани убедљивом већином, док су словеначки предлози о реорганизацији југословенске партије и политичког система СФРЈ гласањем одбијен. Српско руководство је убрзо одбило словеначки предлог за стварање асиметричне федерације. Касније је одбијен и заједнички предлог делегације СК Хрватске и СК Словеније о стварању конфедерације. После два дана вербалног рата, словеначка делегација напустила је конгрес. Хрватска делегација није хтела да се конгрес настави без присуства словеначких делегата, па је и она напустила партијски конгрес. Након овога долази до распада СКЈ, што је био увод у распад социјалистичке Југославије.
У свим југословенским републикама 1990. одржани су први вишестраначки избори. Комунистичке партије су изгубиле власт у четири републике (Словенија, Хрватска, Босна и Херцеговина, Македонија), осим у Србији где је победила Социјалистичка партија Србије (настала уједињењем Савеза комуниста Србије и Социјалистичког савеза радног народа Србије) и Црној Гори у којој је победила Демократска партија социјалиста (реформисани Савез комуниста Црне Горе) Момира Булатовића и Мила Ђукановића.
Нову политичку слику на просторима Југославије углавном су креирали људи који су се и током ранијег периода били чланови СКЈ, али су тада већином заступали друге погледе:
- У Словенији на место председника дошао је Милан Кучан, бивши комуниста.
- У Хрватској на место председника дошао је Фрањо Туђман, генерал ЈНА, бивши комуниста, избачен из Савеза комуниста.
- У Босни и Херцеговини на место председника Председништва дошао је Алија Изетбеговић, политичко-верски теократа.
- У Србији на место председника дошао је Слободан Милошевић, комуниста.
- У Црној Гори на место председника дошао је Момир Булатовић, комуниста.
- У Македонији на место председника дошао је Киро Глигоров, бивши комуниста.

Нова хрватска власт почела је са избацивањем Срба из свих државних органа. Србија је осудила такве догађаје. Тада је настала озбиљна национална криза у СФРЈ.
Након победе ХДЗ на изборима, Хрватска је отворила врата за повратак људи који су спроводили усташку политику током Другог светског рата. У Загреб су се вратили неки од бивших министара Анте Павелића, попут Винка Николића, и многобројни високи службеници усташког режима, међу којима и Иво Ројница, командант Дубровника у Другом светском рату. Српски народ у Хрватској 1990. осетио се угроженим због поновне појаве усташких симбола, који су били симбол страха и геноцида почињеног према српском и другим народима у Другом светском рату, те повратка људи у државу који су спроводили такву политику и могуће рестаурације НДХ у којој би био угрожен њихов опстанак.
У децембру 1990. Веће удруженог рада Скупштине Србије донело је два прописа који су носили ознаке “строго поверљиво” и “службена тајна”, на основу којих је СР Србија упала у монетарни систем СФРЈ и из Народне банке Југославије узела 1,4 милијарди долара. Кад се то прочуло, функционери других република су тражили да се одговорни за овај испад ухапсе и процесуирају. То је подржао и савезни премијер Анте Марковић. Руководство СР Словеније је прво отворено протестовало због овог испада, чему су се придружили и остали, осим руководства СР Србије које је овај испад правдало потребама исплата плата и пензија. Борисав Јовић у свом дневнику говори о овој операцији: “Разговор са Станком Радмиловићем (Председником српске владе) у СПС… Мало га критикујем шта то све раде са емисијом и са приходима који припадају федерацији. Објашњава да би без тога сигурно изгубили изборе, јер више од пола републике не би примало плате и пензије. Анте (Марковић) се чудио и крстио како то да нисмо ‘банкротирали’, а ми смо га надмудрили. То је суштина.”
На референдуму о независности Словеније, који је одржан 23. децембра 1990, велика већина грађана се определила за независност. За независност је гласало 88,5% свих гласача (94,8% посто изашлих), која је проглашена 25. јуна 1991.

## Нестајање средишње власти у СФРЈ и пут у рат у првој половини 1991.

### Седница Председништва СФРЈ 9. јануара 1991.
Од друге половине 1990. влада Хрватске наоружавала је и повећавала бројност припадника МУП-а и спремала за грађански рат. Вође Срба као академик Јован Рашковић у Хрватској имали су страх да нова власт у Хрватској, коју је стварао Фрањо Туђман, има намеру да понови насиља усташке Независне Државе Хрватске. Савезна власт СФРЈ покушала је неуспешно да заустави припреме Хрватске за грађански рат. Под председништвом Борисава Јовића Председништво СФРЈ, у проширеном саставу (то јест уз присуство председника владе СФРЈ Анте Марковића, 6 председника република и 2 представника покрајина), разговарало је о нелегалном наоружавању лица по политичкој и националној припадности (тј. стварању републичких армија) 9. јануар 1991. године. Председништво је донело наредбу да се на територији СФРЈ распусте сви оружани састави који нису део јединствених оружаних снага СФРЈ и МУП-а, а чије уређење није у складу са савезним прописима Југославије. Наређено је да се то оружје одмах преда најближим јединицама ЈНА. Као време до када се мора извршити наредба одређено је 10 дана, оружје је враћано само делимично, а Хрватска је тражила да се време за разоружавање продужи до 21. јануар 1991, али вође Хрватске и Словеније нису били вољни да слушају наредбу Председништва СФРЈ. Убрзо, на седници Председништва СФРЈ 22. јануар 1991. примећено је да је „наредба о враћању оружја само делимично извршена”.
На ТВ Београд 25. јануар 1991. приказан је видео снимак тајног састанка који се десио током 1990. између министра одбране Хрватске Мартина Шпегеља, и његових следбеника, а који је снимила Контраобавештајна служба ЈНА. На састанку хрватски министар војске генерал-пуковник Мартин Шпегељ је рекао: „Организоваћемо убијање војника и старешина [ЈНА]… То ће бити грађански рат без милости…” Касније ЈНА је оптужила Шпегеља за издају и илегални увоз оружја, углавном из Мађарске и организовање припрема за грађански рат, како је то сам Шпегељ рекао.
Откриће кријумчарења оружја у Хрватску у комбинацији са кризом у Книну, упадомо у монетарни систем СФРЈ, избор влада које су тежиле независности у Босни и Херцеговини, Хрватској, Македонији и Словенији, као и резултат словеначког референдума су убедили многе да је Југославија пред распадом.
Од 1. и 2. марта 1991. и сукоба у Пакрацу почело је „стање ни рата, ни мира” у Хрватској у коме је МУП Хрватске повремено оружано нападао ЈНА. Да спречи сукобе полицајаца Срба и Хрвата око полицијске станице у Пакрацу, у Пакрац је ушла 2. март 1991. оклопна јединица ЈНА, али су припадници МУП-а Хрватске пуцали и на ЈНА.
У Београду су се 9. марта 1991. десиле демонстрације против Слободана Милошевића, које су растеране уз помоћ јединица ЈНА.

### Седница Председништва СФРЈ 12. марта 1991.
Три дана након демонстрација у Београду 9. марта 1991, које је организовала српска опозиција и где је дошло до великих сукоба милиције са масом демонстраната (две особе су погинуле), Председништво СФРЈ одржало је седницу у функцији Врховне команде оружаних снага СФРЈ, које су чинили ЈНА и Територијална одбрана. Седници су присуствовали сви чланови Председништва, осим Јанеза Дрновшека, словеначког представника. Поред чланова Председништва, седници је присуствовао генералски врх ЈНА, предвођен генералом Вељком Кадијевићем, тадашњим савезним секретаром за народну одбрану. На седници са Председништвом како би га убедили да прогласи ванредно стање што би дозволило ЈНА да преузме контролу у читавој СФРЈ, као што је то учинила у Београду. Министар одбране Вељко Кадијевић је то правдао тврдњом да постоји завера да се разбије држава, изјавивши:
На дјелу је перфидан и до краја разрађен концепт разбијања Југославије. Да се изазивање грађанског рата створе услови за спољну интервенцију и дефинитивну успоставу марионетских режима на тлу Југославије.
Ова изјава је значила да су новоизабране владе сецесионистичких република виђене од српског руководства као марионете Запада. Хрватски делегат Стјепан Месић бесно је одговорио на предлог о увођењу ванредног стања, оптуживши Јовића и Кадијевића да покушавају да искористе армију да створе Велику Србију и изјавио „тo је рат”. Јовић и Кадијевић су онда затражили од делегата сваке републике да гласају да ли да дозволе увођење ванредног стања и упозорио их је да ће се Југославија вероватно распасти ако се не уведе ванредно стање.

#### Развој догађаја на седници
Кадијевић је Председништву предложио да се уведе ванредно стање на територији целе Југославије, донесе одлука о подизању борбене готовости оружаних снага, моментално разоружавање нелегалних оружаних састава, хитан наставак политичких разговора о будућности земље, и доношење новог југословенског Устава.
- Тадашњи председник Председништва, Борисав Јовић (Србија), подржао је предлог војног врха, тврдећи да је земља запала у најтежу кризу од свог оснивања и да се налази пред грађанским ратом.
- Стјепан Месић (Хрватска) категорички је одбио предлог. Он је оптужио српску власт да су на вештачки начин створена жаришта у Хрватској, као и то да се ванредно стање предлаже да би се српско руководство спасило од притисака опозиције.
- Васил Тупурковски (Македонија) такође се оштро супротставио предлогу. Он је рекао да је за њега опција ванредних мера неприхватљива и да су политичка средства најважнија за решење кризе.
- Богић Богићевић (Босна и Херцеговина) критиковао је предлог и тврдио да је Устав превазиђен и преузак за решење кризе.
- Риза Сапунџију (Косово) сагласио се са Кадијевићевим извештајем, али да ванредно стање треба усвојити као упозорење.
- Ненад Бућин (Црна Гора) рекао је да је Председништво неспособно и неспремно да одлучује у оваквим ситуацијама.
- Југослав Костић (Војводина) саопштио је да је крајње време да се прекине са одуговлачењем одлука за судбину земље, и рекао да, ако се остане само на упозорењима, сутра може бити касно.

После седнице, војни врх је преформулисао предлог и чланови Председништва СФРЈ су се изјашњавали за одлуку о повећању борбене готовости и додатној мобилизацији, али без ванредних мера. За овај предлог, гласали су Борисав Јовић, Риза Сапунџију, Југослав Костић и Ненад Бућин. Против су били Стјепан Месић, Богић Богићевић и Васил Тупурковски.
Седница са овим дневним редом прекинута је 13. марта, а настављена је 14. и 15. марта, када је Председништво коначно одбило, после тродневне дискусије, већином гласова, предлог генералског врха ЈНА.

#### Последице седнице
Истог дана када је Председништво дефинитивно одбило да подржи предлог армијског врха, Борисав Јовић поднео је оставку на функцију председника Председништва, али Народна скупштина Србије није прихватила његову оставку. Одмах сутрадан, 16. марта, председник Србије Слободан Милошевић изјавио је да Србија више неће учествовати у раду Председништва. Наиме, након Јовићеве оставке, очекивало се да ће ЈНА самостално кренути у реализацију својих планова, тј. завођења војне управе у земљи. Но, пошто се то није догодило, након пар дана Србија и њени сателити у Председништву СФРЈ повукли су оставке и вратили се на своје функције.
Референдум о независности Хрватске је одржан 2. маја 1991. на ком је 93,24% гласало за независност. Други круг референдума је одржан 19. маја 1991. о структури југословенске федерације. Референдумско питање није јасно говорило да ли је у корист или против сецесије. Референдум је питао гласаче да ли су за то да „Хрватска хоће да уђе у савез суверених држава са осталим републикама (у складу са предлозима република Хрватске и Словеније за решавање државне кризе у СФРЈ)?”. На референдум је изашло 83,56% гласача, пошто су Срби у Хрватској углавном бојкотовали референдум. Од тога, 94,17% (78,69% од укупног бирачког тела) гласало је за предлог, док је 1,2% било против. Коначно, независност Хрватске је проглашена 25. јуна 1991. године.

## Ратови

### Рат у Словенији
У Београду 24. јануар 1991. састале су се делегације Србије, коју је водио Слободан Милошевић, и делегација Словеније, коју је водио, Милан Кучан. На том састанку Милошевић је рекао да Србија неће правити тешкоће Словенији ако она одлучи да се одвоји на миран начин у складу са уставом и правом Словенаца на самоопредељење до одвајања. Ипак, Кучан и остале вође Словеније одабрале су да се насилно и без договора одвоје од СФРЈ, а разлози за ту одлуку нису потпуно јасни.
Од марта до почетка јуна 1991. Словенија је завршавала припреме за рат против ЈНА. Рушећи установе СФРЈ, посланици у скупштини Словеније 6. марта 1991. прогласили су обуставу слања регрута из Словеније у ЈНА. Министарство војске Словеније тражило је 23. марта 1991. од ЈНА да за три месеца напусти подручје Словеније, а Територијална одбрана Словеније у марту 1991. извела је и једну војну вежбу припремајући се за оружани сукоб са ЈНА. Почетком јуна 1991. јавно је извршено полагање заклетве око 260 редовних војника Словеније у Игу (који је пре био затвор) код Љубљане и Пекрама код Марибора. Пред сукоб, резервни састав милиције Словеније позван је на дужност 20. јуна 1991. године, а полиција и ТО Словеније имали су око 35.000 наоружаних људи на почетку сукоба. Насупрот томе само 5. војна област ЈНА средином 1991. имала је око 40.000 војника, око 200 авиона и хеликоптера, око 1.160 тенкова и око 3.000 артиљеријских оруђа, али укупно ЈНА је имала више од 160.000 официра и војника у то време. Због тога, војска коју је Словенија стварала била је „смешна” у односу на ЈНА. Озбиљан оружани сукоб могао се завршити потпуним поразом Словеније.
Ипак, пред почетак оружане побуне у Словенији из САД стигао је државни секретар Џејмс Бејкер у Београд 21. јуна 1991. и упозорио владу СФРЈ да САД неће допустити промену републичких граница у СФРЈ и да не сме насилно (војском) бити спречавано одвајање Словеније и Хрватске. После таквог упозорења од високог представника САД, влада СФРЈ није смела помислити на потпуну употребу силе којом ЈНА располаже. Насупрот томе, вође Словеније су знале да могу и оружано нападати ЈНА без страха да ће нападнута ЈНА употребити сва средства у одговору.
У Загребу 22. јуна 1991. састали су се Туђман, Кучан, председник владе Словеније Лојзе Петерле и председник владе Хрватске Јосип Манолић како би се договорили о истовременом проглашењу самосталности од Југославије, а после тога, 25. јуна 1991. Сабор Хрватске и Скупштина Словеније прогласили су одвајање тих република од СФРЈ.  Истог, 25. јуна 1991. Савезно веће Скупштине СФРЈ донело је одлуку којом се декларације о одвајању Словеније и Хрватске проглашавају правно ништавни. Истовремено (25. јун 1991) почела је и седница савезне владе (Савезно извршно веће), а завршена је у раним сатима 26. јуна 1991. када је усвојена наредба, коју је потписао Анте Марковић, а према њој савезна полиција и Оружане снаге СФРЈ морају спречити полицију и Територијалну одбрану Словеније у покушају да преузму граничне прелазе СФРЈ према Италији, Аустрији и Мађарској, а морали су зауставити и постављање нових граничних прелаза према Хрватској.
Пред проглашење независности, ТО Словеније се распоређивала око касарни и положаја ЈНА. Тако су их опкољавали и спремали се за сукоб, а 26. јуна 1991. полиција Словеније почела је да преузима граничне прелазе и царинарнице, а скидала је са њих државне симболе СФРЈ.
Министар одбране Вељко Кадијевић наредио је да се употреби мање од 2.000 војника са око 100 тенкова и других оклопних возила, а савезна милиција и управа царина послали су још око 730 милиционера и службеника, а војницима ЈНА и савезним милиционерима издато је наређење да оружје употребе само у случају „нужне одбране”. Та акција је почела у поподневним сатима 26. а наставила се 27. јуна 1991. После постављања препрека на путевима, од јутра 27. јуна 1991. војска и полиција Словеније почеле су оружано нападати јединице ЈНА, а тако су почели међусобни оружани сукоби и прва убиства у њима. Словеначким територијалцима командовали су Министар одбране Словеније Јанез Јанша и начелника Штаба ТО Словеније Јанез Слапар, а министар полиције Словеније био је Игор Бавчар.
Већ 28. јуна 1991. Европска заједница обуставила је сваку економску помоћ СФРЈ, а то је било кажњавање владе СФРЈ која је покушала војно да спречи одвајање Словеније. Истовремено из Европске заједнице послата су три министра (Жак Пост, Ђани де Микелис и Ханс ван ден Брук) у Југославију да као „посредници” од Милошевића (Србија), Јовића (Председништво СФРЈ), Кучана (Словенија) и Туђмана (Хрватска) у Београду и Загребу 28. и 29. јуна 1991. добију обећање да ће: 1) Месић бити изабран за председника Председништва СФРЈ, 2) да ће бити обустављени оружани напади и 3) да ће се зауставити примена декларација о независности Словеније и Хрватске на 3 месеца.
Према саопштењу Штаба Врховне команде оружаних снага СФРЈ, против јединица ЈНА, које су на територији Словеније извршавале своје уставне обавезе у обезбеђивању границе и територијалне целовитости државе водио се рат „на прљав, суров и подмукао начин”, а полиција и ТО Словеније хапсили су војнике и официре ЈНА у градском превозу, на улицама и њиховим становима. Вође Србије и Срба, као и Слободан Милошевић тражиле су од Вељка Кадијевића да повуче ЈНА из Словеније У Словенији појединци и целе јединице ЈНА предавале су се и број заробљених је брзо растао. Рат је трајао десетак дана и завршен је Брионском декларацијом, коју су, уз посредовање три министра ЕЗ (Ханс Ван де Брук, Жак Пос и Жоао Пинеиро) 7. јула 1991. прихватили представници Словеније (које су водили М. Кучан и Л. Петерле), представници СФРЈ (А. Марковић и Б. Јовић и други чланови Председништва СФРЈ) и представници Хрватске, а према тој изјави Председништво СФРЈ и А. Марковић пристали су да дође посматрачка мисија из ЕЗ у Словенију и надзире примирје, али договорено је да се примени тромесечни „мораторијум” на декларације о издвајању Словеније и Хрватске из СФРЈ. У краткотрајном сукобу убијено је између 60 и 70 личности на обе стране, а приближно две трећине убијених (44 лица) били су припадници ЈНА, убијено је неколико цивила (и странаца). У неким случајевима изгледа да је војска Словеније убијала војнике који се предају, то јест извршила је ратне злочине као на прелазу Холмец.
Наиме, почетком јула, Председништво СФРЈ доноси одлуку о повлачењу припадника армије из Словеније. Део армије се повукао у Хрватску. Приликом опсада војних база ЈНА у Словенији, долази до крвавих напада словеначких територијалаца на тада још увек регуларне војске у тим базама. Исход оваквих напада је био већи број погинулих војника, који су били на одслуживању редовног војног рока, а који су имали од 18 до 23 године. Погинуло је 40 момака, који су послати у смрт без муниције.
У својој журби да се одвоје од Југославије, једноставно нису обраћали пажњу на 22 милиона Југословена који нису били Словенци. Они сносе значајну одговорност за крвопролиће које је наступило после њиховог одвајања.— Ворен Зимерман у књизи Порекло једне катастрофе.

### Рат у Хрватској
Неки политичари, војници и полицајци могли су видети да се Југославија примиче грађанском рату и пре јануара 1991, али јавност у СФРЈ могла је видети на ТВ Београд 25. јануар 1991. како је министар војске Хрватске, бивши генерал-пуковник ЈНА, Мартин Шпегељ на састанку са својим сарадницима још у другој половини 1990. изговорио: „Организоваћемо убијање војника и старешина [ЈНА]… То ће бити грађански рат без милости…”. Убрзо, ЈНА је оптужила Шпегеља за издају и илегални увоз оружја и припремање грађанског рата, али министар војске Хрватске Мартин Шпегељ био је заштићен од Фрање Туђмана, владе и полиције Хрватске, а дружине које су спремале грађански рат у Хрватској нису разоружане.
Неспособност да се на суд одведе Мартин Шпегељ који је претио да ће организовати грађански рат додатно је уверила неке вође Срба у Хрватској, као што су били академик Јован Рашковић и полицијски заповедник у Книну Милан Мартић, да Фрањо Туђман и ХДЗ стварају нову усташку Независну Државу Хрватску.
Рат у Хрватској почео је као низ малих сукоба и прелазно стање ни мира, ни рата. Највећи сукоби 1991. вођени су на подручју Вуковара у коме је МУП Хрватске покушао преузети потпуну контролу од почетка априла 1991, али сукоб се завршио поразом Хрватске 18. новембра 1991. када је ЈНА потпуно преузела Вуковар, а на подручју Вуковара 1991. укупно је убијено око 3.000 лица.
Почетком 1991, почињу сукоби Срба и Хрвата у Хрватској. Председништво СФРЈ, као водећи руководећи орган у држави, а на чијем челу је био Борисав Јовић (представник Србије) настојало је да успостави контролу и спречи могући рат.
Током пролећа те године, међутим, рат се све више разбуктавао. Настали су жестоки окршаји у Борову селу 2. маја 1991, код Вуковара. У Хрватској се током августа и септембра 1991, разбуктао рат између Срба и ЈНА против новоформиране хрватске војске. Најпре самопроглашена Хрватска одузела је Србима у Хрватској Уставом загарантован статус државотворног народа. Срби у Хрватској самоорганизовали су се како би заштитили своја легитимна права и животе. То је довело до формирања Републике Српске Крајине 1991, као политичког израза воље Срба да остану на своме, у својој матичној држави Југославији.
Најтежа страдања догодила су се у Вуковару, где су борбе трајале све до новембра. Тада су српске паравојне јединице и припадници ЈНА сломили хрватски отпор и ушли у овај град.
Хрватска добија међународно признање 15. јануара 1992. године.
У јануару 1992. године потписан је договор између председника Хрватске Фрање Туђмана и председника Србије Слободана Милошевића за прекид ватре између Хрватске армије и Срба у Хрватској, које је подржавала ЈНА. Сукоб се одвијао у Крајини на истоку Хрватске у којој су већину популације чинили Срби. Прекид ватре је дао Хрватској војсци времена да се боље припреми за следећу битку.
Операција „Бљесак” почела је 1. маја 1995, којом су хрватске снаге напале Србе у Западној Славонији, која је била под заштитом снага УН. Убили су око 300 људи, а протерали преко 15.000 Срба са подручја Западне Славоније у року од 3 дана.
Операција хрватских војних снага „Олуја” почела је 4. августа 1995, током које су хрватске снаге заузеле Книн — престоницу РСК и изазвале бег више од триста хиљада Срба који су потражили уточиште у Србији.

### Рат у Босни и Херцеговини
Скупштина СР БиХ је прегласавањем српских представника, реагујући на догађаје у СФРЈ, 15. октобра 1991. године донела „Акт о реафирмацији суверености Републике Босне и Херцеговине”. Тим чином одлучено је да се повуку представници СР БиХ из рада органа СФРЈ док се не постигне договор између свих република које сачињавају Југославију. На то су пристали представници СДА и ХДЗ, док су представници СДС одбили дјеловати по донесеном акту. Овај акт је допринео стварању међунационалне напетости у СР БиХ и био увод у предстојеће ратне сукобе. Рат у Босни и Херцеговини је трајао од 1. марта 1992. до 14. децембра 1995. и највећи је војни сукоб на простору Европе од Другог светског рата. Рат је узрокован због пораста национализма и комплексном комбинацијом политичке, друштвене и сигурносне кризе која је уследила након завршетка Хладног рата и распада СФРЈ.
Завршен је званичним потписивањем Дејтонског мировног споразума.

### Сукоби у подручјима насељеним Албанцима
Сукоби на Косову и Метохији, југу Србије (у општинама Прешево, Бујановац и Медвеђа) и у Македонији одликовали су се етничким и политичким тензијама између српске и македонске владе са албанском националном мањином, која је тражила аутономију, што је било случај у Македонији, или независност у случају Косова и Метохије.
Сукоби на Косову и Метохији (1996—1999) претворили су се у прави рат у пролеће 1998, док су сукоби у на југу Србије (1999—2001) и у Македонији (2001) били карактерисани мањим оружаним сукобима између органа безбедности и албанских терориста. Сукоби у Македонији завршили су се Охридским споразумом када су договорени прекид ватре и разоружање албанских терориста кога су обавиле снаге НАТО-а.
Рат на Косову и Метохији обележио је учешће НАТО и то бомбардовањем војних и цивилних циљева у целој СР Југославији (24. март—10. јун 1999). Крај рата наступио је након потписивања мировног споразума у Куманову и усвајања резолуције 1244 у Савету безбедности УН, чиме је подручје Косова и Метохије предато под контролу мисије Уједињених нација (УНМИК).

## Утицај међународне заједнице
Према неким мишљењима тражења брзог признавања независности Хрватске и БиХ од 1991. из Немачке, а из САД од 1992. само су допринела грађанским ратовима на подручју СФРЈ 1991. и 1992.
Као главне факторе, који су допринели распаду, неки аутори наводе захтеве ММФ-а за плаћањем кредита током осамдесетих година као и интересне политике Аустрије и Ватикана, а касније Немачке, Мађарске и Италије према северозападним републикама у циљу њиховог отцепљења.
По мишљењу Јелене Гускове Ватикан је играо важну улогу у распаду СФРЈ. Одлуку о коначном разбијању СФРЈ, каже она, Ватикан је покренуо меморандумом државама КЕБС-а, 26. новембра 1991, а онда је наводно лобирао за међународно признање Словеније и Хрватске и био једна од првих држава које су их признале 13. јануара 1992. године. Према становишту других аутора Ватикан је то чинио са циљем да се олакша прозелитизам Католичке цркве на Исток.
Амерички новинар Питер Брук је анализирао 1500 чланака објављених током 1992. од стране разних западних медија и агенција. Однос објављених чланак против Срба наспрам оних за Србе је био 40:1.
Постоје мишљења да признавање Словеније и Хрватске од стране Ватикана није имало никакве легалне, политичке или моралне мотиве већ само чињеницу да су ово биле католичке републике унутар СФРЈ и да је појам хрватске независности био повезан са историјским ратним режимом у коме су некатолици били угњетавани.
Током сукоба УН увеле су ембарго на увоз оружја на простору СФРЈ. Међутим, државе попут Чилеа, Аргентине, Француске, Мађарске, Немачке извозиле су оружје Хрватској.
Иран, Турска и још неке муслиманске земље наоружавале су снаге босанских муслимана у БиХ, што међународна заједница није спречавала.

### Војне интервенције
Војне интервенције НАТО пакта извршене су против Републике Српске Крајине, Републике Српске (1994—1995) и СР Југославије (1999). Одређени аутори сматрају да је НАТО тиме прекршио норме међународног права, као и одредбе свог статута, а бомбардовањем осиромашеним уранијумом и другим недозвољеним средствима прекршио норме ратног и хуманитарног права.

## Последице
Током ратова на простору бивше СФРЈ, укупно је погинуло преко 130.000 људи, од тога највише у Босни и Херцеговини (око 95.000), а затим у Хрватској (око 21.000) и на Косову и Метохији (око 13.000). Током ратова на простору СФРЈ укупан број избеглица и интерно расељених лица је 3.725.300 или 15,83% укупне популације СФРЈ 1991. године.